# Ə̀
Cette page contient des caractères spéciaux ou non latins. S’ils s’affichent mal (▯, ?, etc.), consultez la page d’aide Unicode.
Ə̀ (minuscule : ə̀), appelé schwa accent grave, ou Ǝ̀ (minuscule : ǝ̀), appelé E culbuté grave, est un graphème utilisé avec la majuscule ‹ Ə̀ › dans l’écriture de certaines langues camerounaises dont le bana, le bum, le dii, le kemezung, le kwanja, le metaʼ, le mfumte, le moghamo, le mundani, le muyang, l’ouldeme et le pinyin, et avec la majuscule ‹ Ǝ̀ › dans l’écriture de l’angas. Il s’agit de la lettre schwa ou E culbuté diacritée d’un accent grave.

## Utilisation
En langues camerounaises suivant l’Alphabet général des langues camerounaises, ‹ Ə̀, ə̀ › représente un schwa avec un ton bas. Il ne s’agit pas d’une lettre à part entière, et elle est placée avec le schwa sans accent ou avec un autre accent dans l’ordre alphabétique.
Le ‹ Ǝ̀, ǝ̀ › est généralement utilisée pour représenter la même voyelle que ‹ Ǝ, ǝ › mais l’accent grave indique le ton bas.

## Représentations informatiques
Le e culbuté accent grave et schwa accent grave peut être représenté avec les caractères Unicode suivants
- décomposé (latin étendu B, Alphabet phonétique international, diacritiques)[1],[2],[3] :

| formes    | représentations | chaînes de caractères | points de code | descriptions                                                |
| --------- | --------------- | --------------------- | -------------- | ----------------------------------------------------------- |
| capitale  | Ə̀               | Ə◌̀                    | U+018F U+0300  | lettre majuscule latine schwa diacritique accent grave      |
| minuscule | ə̀               | ə◌̀                    | U+0259 U+0300  | lettre minuscule latine schwa diacritique accent grave      |
| capitale  | Ǝ̀               | Ǝ◌̀                    | U+018E U+0300  | lettre majuscule latine e réfléchi diacritique accent grave |
| minuscule | ǝ̀               | ǝ◌̀                    | U+01DD U+0300  | lettre minuscule latine e culbuté diacritique accent grave  |

## Crédit d'auteurs
- Cet article est partiellement ou en totalité issu de l'article intitulé « Ǝ̀ » (voir la liste des auteurs).